# Hronologija evolucije
Ova hronologija evolucije života pokazuje sve važne događaje u razvoju života na planeti Zemlji. Datumi se temelje na naučnim dokazima. Tabela koristi skraćenice "MYA " za "pre xx miliona godina" i "kYA" za "pre xx hiljada godina."
U biologiji, evolucija je proces u kojem populacije organizama stiču i prenose nove karakteristike s generacije na generaciju. Taj proces kroz duge periode objašnjava poreklo nove vrste i, konačno, veliku raznolikost biološkog sveta. Moderne vrste su srodne jedna drugoj kroz zajedničkog pretka, te produkti evolucije i specijacije kroz milijarde godina.

## Osnovna hronologija
Osnovna hronologija 4,6 milijardi godina stare Zemlje, sa približnom datumima:
- 3.8 milijardi godina jednostavnih ćelija (prokariota),
- 3,4 milijardi godina stromatolita sa sposobnošću izvođenja fotosinteze,
- 2 milijardi godina kompleksnih ćelija (eukariota),
- 1 milijardi godina multićelijskog života,
- 600 miliona godina jednostavnih životinja,
- 570 miliona godina zglavkara (predaka insekta, pauka i rakova),
- 550 miliona godina kompleksnih životinja,
- 500 miliona godina ribe i protoamfibijana,
- 475 miliona godina kopnenih biljki,
- 400 miliona godina insektata i semena,
- 360 miliona godina vodozemaca,
- 300 miliona godina reptila,
- 200 miliona godina sisara,
- 150 miliona godina ptica,
- 130 miliona godina svetova,
- 65 miliona godina otkad su ne ptičji dinosaurusi izumrli,
- 2,5 miliona godina od pojave roda Homo,
- 200,000 godina anatomski modernog čoveka,
- 25,000 godina od nestanka neandertalnih osobina od fosilnom zapisu.
- 13,000 godina od nestanka Homo floresiensis iz fosilnog zapisa.

## Detaljna hronologija

### Hadeanski period
| Datum    | Događaj |
| -------- | --- |
| 4600 MYA | Planeta Zemlja se formira od akrecijskog diska koji se okretao oko mladog Sunca. |
| 4100 MYA | Površina zemlje se dovoljno ohladila da kora postane tvrda. Formiraju se atmosfera i okeani. |
| 4000 MYA | Pojavljuje se život, verovatno od samoreprodukujućih molekula RNK. Kopiranje i reprodukovanje tih molekula zahteva resurse kao što su energija, prostor i manji gradivni blokovi, koji su uskoro postali oskudni, što je dovelo do naticanja. Prirodna selekcija je pogodovala onim molekulima koji su bili efikasnije u replikaciji. Molekuli DNK su nakon toga preuzeli ulogu glavnih replikatora. Uskoro se razvila spoljašnja membrana koja je stvorila stabilnu fizičku i hemijsku okolinu pogodnu za vlastitu replikaciju - rađanje protoćelija. Atmosfera u to doba nije sadržavala slobodni kiseonik. |
| 3900 MYA | Kasno teško bombardovanje: vrhunac udara na Zemlju, Mesec, Mars i Veneru od strane asteroida i kometa (planetezimala); ovi konstantni poremećaji su možda podstakli dalju evoluciju života (Panspermija). Smatra se da su ti udari uzrokovali višestruko prokuvavanje okeana; uprkos tome život se nastavio . Ćelije nalik na prokariote se prvi put pojavljuju. Ti prvi organizmi su hemoautotrofi: oni koriste ugljen-dioksid kao izvor ugljenika i oksidiraju neorganske materijale kako bi dobili energiju. Kasnije prokariote evoluiraju u organizme sposobne za glikolizu, niz hemijskih reakcija koje oslobađaju energiju iz organskih molekula kao što je glukoza. Glikoliza stvara molekule ATP kao kratkotrajnu energetsku valutu koja se koristi u skoro svim organizmima do današnjeg dana. To je doba u kome živi poslednji univerzalni predak; nastaje razdvajanje na bakterije i arheje. |

### Arheanski period
| Datum    | Događaj |
| -------- | --- |
| 3500 MYA | Bakterije razvijaju primitivne oblike fotosinteze koji na početku ne stvaraju kiseonik. Ovi organizmi stvaraju ATP koristeći protonski gradijent, mehanizam koji se dan-danas koristi u skoro svim organizmima.                                                                     |
| 3000 MYA | Evoluiraju fotosinteske cijanobakterije; one koriste vodu kao reduktant, te stvaraju kiseonik kao sporedni proizvod. Kiseonik iz početka oksidira gvožđe u okeanima, stvarajući rudu gvožđa. Nivo kisika potom počinje da raste u atmosferi, delujući kao otrov za mnoge bakterije. |

### Proterozoički period
| Datum        | Događaj |
| ------------ | --- |
| 2,500 MYA    | Neke bakterije evolucijom stiču sposobnost da efikasnije koriste kiseonik kako bi koristile energiju iz organskih molekula poput glukoze. Gotovo svi organizmi koji koriste kiseonik se služe istim nizom reakcija - ciklusom limunske kiseline i oksidativnom fosforilacijom. Efekt "naglog ledenog doba". rezultuje u huronijskoj glacijaciji (2,500 milion - 2,100 MYA) |
| 2,100 MYA    | Pojavljuju se složenije ćelije: eukariote, koje sadrže razne organelaorganele. Njihovi najbliži srodnici su verojatno arheje. Većina organela koje su verojatno nastale od simbiotskih bakterija: mitohondriji, koji koriste kiseonik kako bi izvukli energiju iz organskih molekula i nalikuju današnjim rikecijama, te vrlo česti hloroplasti, koji preuzimaju energiju iz svetla te sintetišu organske molekule su nastali iz cijanobakterija i sličnih oblika. Ovo je primer koevolucije. |
| 1,200 MYA    | Seksualna reprodukcija evoluira i ubrzava opštu evoluciju. Dok većina života postoji u okeanima i jezerima, neke cijanobakterije su možda već živele u tlu u to vrijeme. |
| 1,000 MYA    | Pojavljuju se višećelijski organizmi: ispočetka kolonijalne alge a kasnije morske trave koje žive u okeanima. |
| 1000-750 MYA | Prvi poznati superkontinent, Rodinija, se stvara, a potom razbija. |
| 950-780 MYA  | Sturtijsko ledeno doba. Ovo je doba višestrukih gotovo globalnih glacijacija s periodima koji su oscilirali od snježne grudve Zemlje do stakleničke Zemlje. |
| 900 MYA      | Ima 481 dana od po 18 sati u godini. Rotacija Zemlje se otada usporila. |
| 750-580 MYA  | Prema hipotezi o snežnoj grudi Zemlji, prakambrijsko varangijsko ledeno doba je tako oštro da su se svi Zemljini okeani potpuno smrzli; ostali su tekući jedino u tropima. |
| 600 MYA      | Sunđeri (Porifera), meduze (Cnidaria), pljosnati crvi (Platyhelminthes) i druge višećelijske životinje se pojavljuju u okeanima. i su neke od najstarijih stvorenja sa živcima; oni su u obliku jednostavne mreže, bez mozga i centralnog nervnog sistema. Formira se ozonski omotač, dozvolivši tako prve izlaske na kopno. |
| 600-540 MYA  | Drugi superkontinent, Panotija, se formira i nestaje. |
| 565-525 MYA  | Kambrijska eksplozija, brzi niz evolucijskih promena, stvara sve moderne planove tela za () modernih životinja. Uzrok ove velike ekspanzije raznolikosti života je još uvek predmet naučne rasprave. Artropoda, predstavljeni u mnoštvu trilobita, su dominantni. Pikaia, a mali plivač iz kolena svitkovaca, je mogući predak današnjeg čoveka. je grabežljivac dug do 2 metra čiji danas živući potomak može biti Pycnogonid, ili morski pauk .                                                             |

### Fanerozoički period

#### Paleozoička era
| Datum       | Događaj |
| ----------- | --- |
| 530 MYA     | Prvi tragovi nogu na zemlji |
| 505 MYA     | Pojavljuju se prvi kičmenjaci: ostrakodermi, ribe bez čeljusti srodne današnjim paklarama i slepuljama. i su primeri tih besčeljusnih riba, isto kao i . |
| 488 MYA     | Prvo od sedam velikih izumiranja u geološkom dobu se događa za vreme kambrijsko-ordovicijske tranzicije. |
| 475 MYA     | Prve primitivne biljke dolaze na kopno, nakon što su evoluirale od zelenih algi i žive u blizini obale jezera. Prate ih gljive, i vrlo je verovatno da su živeli simbiotski ; lišajevi su primer takve simbioze. |
| 450 MYA     | Zglavkari, čiji egzoskeleton drži telo i sprečava gubitak vode., su prve životinje koje se sele na kopno Među prvima su Miriapoda (milipedei i centipedi), koje su kasnije pratili pauci i škorpioni. |
| 450-440 MYA | Dva Ordovicijsko-silurska masovna izumiranja. Zajedno predstavljaju drugo masovno izumiranje u istoriji. |
| 400 MYA     | Prvi insekti su bez krila: Lepisma saccharina, collembola, archaeognatha. Pojavljuju se prvi morski psi. Pojavljuje se prvi celakant; za ovaj red životinja se verovalo da nema živih pripadnika sve dok primerci nisu otkriveni 1938. godine. Za njega se često govori da je živi fosil. |
| 375 MYA     | Tiktaalik je rod sarkopterigijski (glatkorepih) riba iz kasnog devona koji je imao mnoge tetrapodske karakteristike. |
| 370 MYA     | Cladoselache, morski pas, je brzi grabljivac . |
| 365 MYA     | Kasno devonijsko izumiranje je treće masovno izumiranje. Insekti su evoluirali na kopnu i slatkim vodama iz stonoga. Neke slatkovodne glatkorepe ribe (Sarcopterygii) razvijaju noge i evoluiraju u tetrapoda. Ovo se događa u vodi; tetrapodi (Ichthyostega, Acanthostega i Pederpes finneyae) potom koriste noge kako bi se pomaknule na kopno, verovatno u lovu na insekte. Razvijaju se pluća i riblji mehur. Današnji vodozemci su zadržali mnoge karakteristike nekadašnjih tetrapoda. |
| 360 MYA     | Biljke evoluiraju seme, strukturu koja štiti biljni embrio i omogućava biljkama da se brzo šire na kopnu. Stvaranje kratera Vudleif (100 km širokog) i Siljanskog prstena (40 km širokog, kraj Dalecarlije u Švedskoj). |
| 360-286 MYA | Zlatno doba morskih pasa. |
| 350-250 MYA | Karusko ledeno doba, počinje u ranom karboniferu i završava u kasnom permiju. Dva posebna perioda u kojima je većina Gondvanalanda bila pod ledom koji se širio iz Afrike i Južne Amerike, a kasnije imao središte u Indiji i Australiji, su uzrokovana polarnim pomakom |
| 300 MYA     | Superkontinent Pangea se stvara te će trajati sledećih 120 miliona godina; ovo je poslednje vreme kada će svi Zemljini kontinenti biti jedan. Evolucija amniotskog jaja dovodi do uspona Amniota, reptila, koji se razmnožavaju na kopnu. Insekti počinju leteti, i uključuju niz raznovrsnih redova (npr. i ) vilinkonjici (Odonata) koji nalikuju na mnoge današnje insekte. Prostrane šume i pokrivaju zemlju; njihovo truljenje će s vremenom stvoriti ugalj i naftu. Golosemenice postaju sve raznolikije. Prve koje će se pojaviti su palmolike cikade. |
| 280 MYA     | vilin konjić je među najvećim insektima koji je ikada živeo, sa rasponom krila od 70 cm. Kičmenjaci uključuju mnoge , , i vodozemce i rane anapsidske i sinapsidske (npr. Edaphosaurus) reptile. |
| 256 MYA     | i su neki od mnogih reptila nalik na sisare čiji su tragovi pronađeni u Južnoj Africi i Rusiji. Pareiasauri su bili veliki i nespretni biljojedi. Prve . |

#### Mezozoička era
| Datum       | Događaj |
| ----------- | --- |
| 250 MYA     | Permsko-trijasko masovno izumiranje briše skoro 90% svih životinjskih vrsta; ovo četvrto po redu masovno izumiranje je najgore u istoriji. Listrosaurus je obični biljojed koji preživljava izumiranje. Arhosauri se počinju odvajati od ostalih reptila. Teleosti evoluiraju od (zrakorepih riba) i postupno postaju dominatna grupa među ribama. Kiseonik čini 10% atmosfere, odnosno na trećini je svog nekadašnjeg nivoa, pa životinje sa sistemom disanja nalik na današnje ptice dobro napreduju. Neke spore bakterije roda 2-9-3 (Sali bacillus marismortui) su uhvaćene u kristalima soli - halitu u Novom Meksiku. |
| 220 MYA     | Klima je vrlo suva, i organizmi koji se mogu prilagoditi suši napreduju: arhosauri i golosemenice. se granaju u krokodile, dinosauruse i pterosaure. Od sinapsida dolaze prvi preci sisara, terapsidi, tačnije eucinodonti. Ispočetka su mali. Svi sisari imaju mlečne žlijezde kojima hrane mlade, te konstantu telesnu temperaturu. Isto tako, par autozoma dobija gen (izveden iz gena X hromozoma) kako bi postao Y hromozom, koji se s vremenom počeo smanjivati u dužini. Golosemenice (uglavnom crnogorica) su dominantne kopnene biljke. Biljojedi će bitno narasti za vreme dominacije golosemenica, jer su im potrebna velika creva kako bi mogli probaviti lošu hranu koju nude golosemenice. |
| 208-144 MYA | Druga velika dominacija morskih pasa. |
| 200 MYA     | Peto masovno izumiranje označava prelaz iz trijasa u juru. Morski reptili uključuju ihtiosaure i pleziosaure. Amoniti i školjkaši cvetaju. Dinosauri preživljavaju izumiranje i rastu do ogromnih veličina, ali tekodonti, ili "šupljozubi" reptili, izumiru. Evoluiraju moderni vodozemci: Lisamfibija; uključujući Anura (žabe), Urodela (daždevnjake) i Caecilia. Geminiviridae, raznolika grupa virusa, se mogu datirati u ovo doba i ranije. |
| 180 MYA     | Superkontinent Pangea se počinje raspadati na nekoliko kopnenih masa. Najveća je Gondvana, sastavljena od kopna koje danas čini Antarktik, Australiju, Južnu Ameriku, Afriku, i Indiju. Antarktika je još uvek zemlja šuma. Severna Amerika i Evroazija su još spojene u severni superkontinent - Lauraziju. |
| 164 MYA     | Najstariji plivajući sisar, Castorocauda lutrasimilis, predstavlja prethodnika modernih sisara kao što su čudnovati kljunaš i . |
| 160 MYA     | 3 metra dug, - ili zmaj s krestom od pet boja iz provincije Ksinjiang u severozapadnoj Kini je najstariji poznati tiranosaur. |
| 150 MYA     | Veliki dinosaurusi su česti i raznoliki - Brachiosaurus, Apatosaurus, Stegosaurus, Allosaurus, zajedno s manjim oblicima kao i . Ptice evoluiraju od teropodskih dinosaurusa. je predak ptica, s kandžama i perjem, ali bez kljuna. |
| 135 MYA     | Novi dinosaurusi Iguanodon, Hylaeosaurus, itd., se pojavljuju nakon izumiranja jurskih oblika. Microraptor gui, a 77 cm dug dinosaurus iz Liaoninga u severoistočnoj Kini, ima pticolika pernata krila na četiri uda. |
| 133 MYA     | Jeholornis prima, primitivna ptica iz formacije Jiufotang u severoistočnoj Kini jede semenje. Ova ptica ima velika, snažna krila, ali i dugi, koštani rep, poput većine dinosaurusa. |
| 130 MYA     | Kritosemenjače razvijaju cveće, strukture koje privlače insekte i ostale životinje koje će širiti pelud. Ova novina kritosemenjača predstavlja naglu eksploziju životinjske evolucije i koevolucije. |
| 128 MYA     | Rani tiranosaur je iz provincije Lioning u Kini. Ima perje i malo telo dužine 1,5 m. |
| 125 MYA     | Eomaia scansoria, je placentalni sisar, od koga će kasnije nastati moderni placentalni sisari. Izgleda poput modernog miša, penje se na gmrlje u Liaoningu u Kini. s kljunom nalik na papagaja je predak kasnijih rogatih dinosaurusa. |
| 123 MYA     | je dinosaurus iz Liaoninga u Kini koji ima primitivno perje koje se ne koristi za let. Ostali dinosaurusi s perjem su (najprimitivnije perje, jednostavnih cevnih oblika) i Changchanornis. Zajednički predak im je Archaeopteryx. Ostali dinosaurusi su (oklopljeni biljojed) i (rani tiranosaur). |
| 110 MYA     | , osam kubnih tona, 12 m duga, glava 2 m duga, je najveći krokodil. Grabežljivi dinosaurusi uključuju "raptora" i poluvodenog spinosaura s jedrolim leđima, dok biljojedi uključuju najvišeg poznatog sauropoda , isto kao i iguanodonta s bubuljastim nosom (pretka hadrosaura) i oklopljenog Sauropelta. |
| 100 MYA     | Veliki teropodski dinosaurusi i su čak veći od tiranosaura. |
| 88 MYA      | Raspad Indo-Malagaške kopnene mase. |
| 80 MYA      | Mnoge vrste sauropoda, hadrosaura, rogatih i grabežljivih dinosaurusa; polovina svih poznatih vrsta su iz poslednjih 30 MY mezozoika, odmah nakon razvitka skrivenosemenica. Indija se počinje kretati prema Euraziji. |
| 75 MYA      | Oviraptor je bio jedan dinosaurusa najsličnijih pticama koji nije bio ptica. Poslednji zajednički predak ljudi i miševa. |

#### Kenozoička era
| Datum         | Događaj |
| ------------- | --- |
| 65 MYA        | Kredsko-tercijarno masovno izumiranje (šesto masovno izumiranje) briše polovinu svih životinjskih vrsta uključujući sve dinosauruse osim ptica, verovatno zbog zahlađenja klime izazvanog velikim udarom asteroida: iridijumski prah iz asteroida je stvorio talog po celoj Zemlji. Stvaranje kratera Čiksulub (prečnika 170 km, danas napola potopljenog u more kraj Jukatana u Meksiku). Bez prisustva velikih dnevnih dinosaura, sisari se mogu povećati u raznolikosti i veličini. Neki će se vratiti u more (kitovi, tuljani), a neki će poleteti (šišmiši). Grupa malih, noćnih, šumskih sisara koji se hrane insektima zvana se grana u ono što će postati primati, šumske rovke i šišmiši. Primati imaju binokularnu viziju i prste za hvatanje, karakteristike koje im pomažu da skaču s grane na granu. Jedan primer proto-primata je koji je izumro pre 45 miliona godina. |
| 60 MYA        | Creodont, mesožder u severnoj hemisferi i izumro pre 5,2 miliona godina, je mogući predak miacida. |
| 55 MYA        | Australija se razdvaja od Antarktike. Proto-primati se prvi put pojavljuju u Severnoj Americi, Aziji i Evropi. Jedan primer je u bazenu Klarks Fork u Vajomingu. Imao je prste za hvatanje, ali ne i pogled unapred. Drugi stari evroprimat (Hunan, Kina) je veličine miša, dnevna životinja i s malim očima. Mako psi su verovatni preci velikih belih morskih pasa. |
| 50 MYA        | Evolucija konja počinje s Hyracotheriumom: veličine lisice s dugim noktima umesto kopitima. Predak kitova (što uključuje delfine), (Pakistan) verovatno hoda po kopnu kao moderni morski lav i pliva poput modernih vidri. Ima stopala koja mu daju dodatnu snagu kod plivanja, a još uvek može ćuti ušima. Pezosiren portelli, predak modernih manatija, hoda poput nilskog konja i pliva kao vidra. Miacidi uključuju Miacisa, petokandžastog pretka svih pasa, mačaka, medveda, rakuna, lisica, hijena, šakala i civitki; to je mesožder nalik na lasicu koji se penje po drveću. |
| 48,5 MYA      | (Evropa, SAD), 1,75 m visoka ptica-mesožder, je glavni grabljivac |
| 46,5 MYA      | , predak kita, potomak . |
| 43 MYA        | Najraniji slon, (Egipat): 1 m dug, veličine krupne svinje, jede meke, slasne biljke. Ima dug nos, ali ne i surlu ili kljove. |
| 40 MYA        | Red primata se deli u pod-redove (lemuri) i (majmuni); kasniji su dnevni biljojedi. |
| 37 MYA        | Basilosaurus, 20 m dug, zmijolik predak kitova, ima zakržljale udove. Čuje zvukove kroz srednje uvo pomoću vibracija donje čeljusti. U egipatskoj 'dolini kitova', koja će kasnije postati pustinjom Vadi Hitan, postoji mnoštvo koji moraju da podignu glavu iz vode kako bi disali. Rani preci primata se pojavljuju u egipatskoj pustinji, i . |
| 35 MYA        | Trave evoluiraju među kritosemenicama. |
| 30 MYA        | (podred) se razdvaja u infraredove (majmuni Novog sveta) i (primati Starog sveta). Majmuni Novog sveta imaju prehenzilne repove i migriraju u Južnu Ameriku. ostaju u Africi kako se dva kontinenta razdvajaju. Jedan od predaka mogao bi biti Aegyptopithecus. Mužjaci majmuna Novog svijeta su daltonisti. i , slični današnjim lemurima, žive u kišnim šumama Brda Bugti u centralnom Pakistanu. Predak svih mačaka, 9 kg težak Proailurus, živi u šumama Evrope, izumire pre 20 miliona godina. |
| 27,5 MYA      | Indrikoterij, rođak nosoroga, 4,5 m visok, najviši sisar, živi u Mongoliji. |
| 27 MYA        | (ptica užasa) 2,5 m visoka u Americi. Izumrla pre 15.000 godina. |
| 25 MYA        | mužjaci stiču čulo za boje, ali gube sposobnost prepoznavanja feromona. se razdvajaju u 2 superporodice, majmune Starog sveta (Cercopithecoidea) i majmune (Hominoidea). Primati Starog sveta nemaju prehenzilni rep (npr. pavijan); neki uopšte nemaju rep. Svi hominidi su bez repa. |
| 22 MYA        | Indija se sudara s Azijom, stvarajući Himalaje i Tibetsku visoravan. Odsečena od vlage, Centralna Azija postaje pustinja. Pojava deinotheriuma, drevnog slona, izumrlog pre 2 miliona godina. Životinja koja je nalik na mešavinu psa, medveda i rakuna je zorni medved (Ursavus elmensis), predak svih današnjih medveda. Ima veličinu lisice, lovi na vrhovima drveća, a dijetu podržava i delovima bilja i insektima. Prva grupa, Ailuropodinae, se oslanja na biljnu hranu, razvija vlastitu hranu od koje će do danas preživeti jedino velika panda (). |
| 21 MYA        | Stvorenje nalik na mungosa na splavu od bilja uspeva da dođe iz Afrike na Madagaskar. Postaje predak svih tamošnjih sisara-mesoždera. |
| 20 MYA        | Afrička ploča se sudara s Azijom. Cynodictis, predak pasa, ima skraćenu petu kandžu koja će postati karakteristikom modernih pasa. Izgleda poput modernih civetki i ima stopala i prste za trčanje. Dve superporodice grabljivaca (canines i felines) su u ovom dobu već različiti. Gomphotherium, drevni slon. |
| 19 MYA        | (divovski ljenjivac dug 6m). Izumro pre 8.000 godina. |
| 16 MYA        | pokazuje ranu eholokaciju kitova. Megalodon je divovski morski pas veličine autobusa; dugo vlada i iznenada nestaje oko 1,6 MYA. |
| 15 MYA        | Čovekoliki majmuni iz Afrike migriraju u Euraziju kako bi postali giboni (niži majmuni) i orangutani. ljudski preci se granaju od predaka gibona. Orangutani, gorile i šimpanze su veliki majmuni. Ljudi su hominini. |
| 13 MYA        | Preci čoveka se odvajaju od predaka orangutana. Rođak orangutana: (Severni Tajland). Pierolapithecus catalaunicus, Španija, mogući zajednički predak čovekolikih majmuna i ljudi. |
| 10 MYA        | Klima počinje postajati suva; savane i livade počinju da istiskuju šume. Majmuni se šire, a veliki majmuni su u padu. Preci čoveka se počinju odvajati od predaka gorila. Ovo je zenit konja koji se šire severnom hemisferom. Nakon 10 MYA se suočavaju s konkurencijom . Tomarctus, predak pasa, je psolika životinja. |
| 7 MYA         | Najveći primat je visok 2 m i živi u Kini (Gigantopithecus blacki), Vijetnamu i severnoj Indiji (Gigantopithecus bilaspurensis). Izumro pre 300.000 godina. |
| 5,6 MYA       | Isušivanje Sredozemnog mora (Mesinski događaj). |
| 5 MYA         | Erupcije vulkana stvaraju mali komad kopna koji će spojiti Severnu i Južnu Ameriku. Sisari iz Severne Amerike prodiru u Južnu i izazivaju izumiranje tamošnjih sisara. Preci čoveka se razdvajaju od predaka šimpanzi. Posljednji zajednički predak (Čad, Sahara, zapadno od Doline Raseda). Najstariji u ljudskoj grani je (Milenijski čovek, Kenija). Šimpanze i ljudi dele 98% DNK: biohemijske sličnosti su tako velike da se hemoglobinski molekuli razlikuju samo po jednoj aminokiselini. Jedna grupa šimpanzi može imati više genetički raznolika nego svih šest milijardi ljudi koji danas žive, zahvaljujući kasnijem efektu grlića na ljudsku lozu. I šimpanze i ljudi imaju larinks koji se razmešta tokom prve dve godine života na tačku između farinksa i pluća, ukazujući da su i zajednički preci imali tu karakteristiku, preteču govora.                           |
| 4,8 MYA       | Ardipithecus, hominimski rod veličine šimpanze, hoda uspravno |
| 3,7 MYA       | Neki ostavlja trag na vulkanskom pesku u Laetoli, Kenija (Severna Tanzanija). |
| 3,5 MYA       | Orangutani se dele na bornejske (Pongo pygmaeus) i sumatranske (Pongo abelii) pod-vrste. Velika bela psina se pojavljuje. |
| 3 MYA         | Bipedalni australopitecini (rani hominini) evoluiraju u savanama Afrike dok ih lovi Dinofelis. Vrste uključuju Australopithecus africanus, Australopithecus bosei. Ostali rodovi uključuju Kenyanthropus platyops. Gorile izumiru južno od reke Kongo. Severna i Južna Amerika se spajaju, dozvoljavajući migraciju životinja. Moderni konji, se prvi put pojavljuju. (4 m visok), je divovski rođak slona, s kljovama koje idu nadolje iz donje čeljusti. |
| 2,5 MYA       | Smilodon (sabljozuba mačka) se pojavljuje. |
| 2,2 MYA       | Gorile se dele na zapadnonizinske (Gorilla gorilla) i istočne () pod-vrste. |
| 2 MYA         | (spretni čovjek) koristi primitivni kameni alat (rezače) u Tanzaniji. Verojatno živi s . Pojava oblasti (oblasti za govor u ljudskom mozgu). Vrsta homo su mesožderi dok jede bilje i termite. Neke šimpanze (Pan troglodytes) u južnom delu reke Kongo se granaju kako bi stvorili Bonoboe (Pan paniscus/pigmejske šimpanze). Bonoboi žive u matrijarhalnom društvu. Sabljozuba mačka se kreće iz Severne u Južnu Ameriku. |
| 1,8 MYA       | evoluira u Africi i migrira na druge kontinente, pretežno Južnu Aziju. |
| 1,75 MYA      | Dmanisi čovjek/Homo georgicus (Gruzija), s malim mozgom je došao iz Afrike, s karakteristikama i . Primerak je proveo poslednje godine života sa samo jednim zubom, što ukazuje da je zavisio o milosrđu drugih ljudi kako bi uspeo preživeti. Gliptodont, pasanac veličine današnje "Bube mare", živi u južnom Peruu. |
| 1,6 MYA       | Najveći torbari: Pojava divovskog kratkolikog klokana (Procoptodon goliah) u Australiji, izumrlog pre 40.000 godina. 2–3 m visok i težak 200–300 kg, to je najveći poznat klokan. Vombatoliki Diprotodon optatum, 2.800 kg, 3 m dug, u Australiji, izumro pre 45.000 godina. |
| 1,5 MYA       | Tobolčarski lav (Thylacoleo carnifex ili Leo) pojavljuje se u Australiji i izumire pre 46.000 godina. |
| 1 MYA         | Rod (kojoti, šakali, vukovi, dingoi, obični psi) razvija se od Tomarctusa. Siva lisica, je najprimitivniji canid koji danas živi. |
| 800 kYA       | Sivi vuk (Canis lupus) se seli u arktičku Severnu Ameriku. |
| 780 kYA       | Zemljin posljednji geomagnetski zaokret. |
| 700 kYA       | Zajednički genetički predak ljudi i neandertalaca. |
| 500 kYA       | (, Kina) s drvenim ugljenom kontroliše vatru, iako možda nije znao kako da je napravi. |
| 400 kYA       | Istočne gorile () se razdvajaju u istočnonizinske (G. beringei graueri) i planinske (G. beringei beringei) pod-vrste. Divovski jelen Megaloceros giganteus, Irska; rogovi imaju raspon od 3,6 m i više, izumro pre 9,5 kYA. |
| 355 kYA       | Tri 1,5 m visoka se spuštaju niz vulkan Roccamonfina u južnoj Italiji, ostavivši najstarije ljudske otiske nogu, napravljene pre nego što je vulkanski pepeo očvrsnuo. |
| 250 kYA       | Polarni medved evoluira od izolirane populacije smeđih medveda na visokim geografskim širinama. |
| 195 kYA       | Omo1, Omo2 (Etiopija, reka Omo) su najstariji poznati ostaci . |
| 160 kYA       | u Etiopiji, kraj reke Avaš, praktikuje grobne rituale i komada nilske konje. Njihovi mrtvi su kasnije prekriveni vulkanskim stenama. |
| 150 kYA       | Mitohondrijska Eva živi u Africi. Ona je posljednji zajednički predak svih mitohondrijskih loza danas živućih ljudi. |
| 130 kYA       | (Neandertalac) evoluira iz i živi u Evropi i Bliskom istoku, pokapava mrtve i brine se o bolesnima. Ima hijoidsku kost (pre 60.000 godina, pećina Kebara, Izrael), korištenu za govor kod modernih ljudi. (Danas se ljudi koriste s oko 6000 živih jezika). Koristi koplje, verovatno za probadanje umesto bacanja. gen se pojavljuje (povezan s razvojem govora). |
| 100 kYA       | Prvi u anatomskom smislu moderni ljudi (Homo sapiens) se pojavljuju u Africi u ovo doba ili nešto ranije; dolaze od (ljudi) žive u Južnoj Africi (Ušće rijeke Klasies) i Palestini (Qafzeh i Skhul), verojatno u blizini neandertalaca. Moderni ljudi ulaze u Aziju kroz dvije rute: sjeverno kroz Bliski Istok, i južno iz Etiopije preko Crvenog mora i južne Arabije. (Hipoteza jedinstvenog porekla). Mutacija izaziva promenu boje kože kako bi se apsorbovala optimalna količina UV zraka na različitim geografskim širinama. Počinje stvaranje modernih "rasa". Afričke populacije ostaju 'raznolikije' po genetičkom materijalu od svih drugih ljudi, jer je samo deo njih (a s time i deo njihove raznolikosti) napustio Afriku. Na primer, mtDNA pokazuje da je osoba engleskog porekla genetički sličnija osobi japanskog porekla nego dve osobe iz afričke populacije.                |
| 82,5 kYA      | Ljudi u Zairu love ribu koristeći oštra koplja napravljena od životinjskih kostiju. |
| 80 kYA        | Ljudi prave koštane harpune u Katandi, Demokratska republika Kongo. |
| 74 kYA        | Supervulkanska erupcija u Tobi, na Sumatri, u Indoneziji izaziva da populacija spadne na 2.000 primeraka. Šest godina bez leta sledi ledeno doba od 1.000 godina. 5 m vulkanskog pepela prekriva Indiju i Pakistan. |
| 70 kYA        | Poslednje ledeno doba, Viskonsinska glacijacija počinje. Ljudi u pećini Blombos u Južnoj Africi prave alat od kostiju, te pokazuju tragove simboličkog mišljenja kroz slikanje okerom. Takođe skupljaju i buše školjke kako bi napravili ogrlice. Divovski dabars (Castoroides ohioensis, Toronto, Kanada) najveći glodar, dužina oko 2,5 m, izumire pre 10.000 godina. |
| 60 kYA        | Y-hromozomski Adam živi u Africi. On je posljednji muškarac od koga potiču svi današnji muškarci s hromozomom Y. |
| 50 kYA        | Moderni ljudi se šire iz današnje Azije u Australiju (kako bi postali Australijski Aboridžini) i Evropu. Napredovanje duž obala je brže nego apredovanje u unutrašnjosti. Dlakavi nosorog (Coelodonta antiquus) u Britaniji. |
| 40 kYA        | Kromanjonski ljudi slikaju i love mamute u Francuskoj. Imaju izvanredne kognitivne sposobnosti koje odgovaraju današnjim ljudima, što im omogućava da postanu grabežljivci/lovci na vrhu lanca ishrane. Istrebljenje divovskih tobolčara u Australiji, verovatno zbog ljudi, rezultuje nedostatkom domaćih životinja, što će kasnije biti razlog da tamošnji domoroci žive primitivnim načinom života u poređenju s ostatkom sveta. |
| 32 kYA        | Prva skulptura pronađena u Vogelherdu u Nemačkoj. Prva svirala (od ptičje kosti) pronađena u Francuskoj. Kameni alat pronađen u Kota Tampanu u Maleziji. |
| 30 kYA        | Moderni ljudi ulaze u Severnu Ameriku iz Sibira na različite načine, neki od kasnijih talaca su preko kopnenog mosta u Berinškom prolazu, ali raniji talasi su vjerojatno išli preko Aleutskih ostrva. Barem dva od najranijih talasa su imali malo ili nimalo genetičkih potomaka u doba kada su Evropljani stigli u Ameriku preko Atlantika. Ljudi dopiru do Solomonskih ostrva. Ljudi naseljavaju Japan. Lukovi i strele se koriste na livadama Sahare. Keramički prikazi životinja pronađeni u Moravskoj (Češka republika). |
| 28 kYA        | Najstarija poznata slika u kamenom skloništu., u Namibiji. 20 cm dug, 3 cm širok predmet u pećini Hohl Fels Kejv blizu Ulma u Švapskoj Juri Uu Njemačkoj je najstariji umjetnički prikaz penisa |
| 27 kYA        | Neandertalci izumiru, ostavivši ' i kao jedine žive predstavnike roda Homo. |
| 25 kYA        | Bacači koplja za lov na životinje napravljeni od kostiju mamuta (Poljska). |
| 23 kYA        | Vilendorfska Venera, mali kip ženske figure, pronađen na paleolitskom nalazištu kraj austrijskog Vilendorfa, datira iz ove ere. |
| 20 kYA        | Ljudi ostavljaju tragove ruku i nogu na Tibetanskoj visoravni. Uljane sveće napravljene od životinjske masti i školjaka pronađene u pećinama u Francuskoj. Koštane igle korištene za šivanje životinjskih koža. (Šandingdongski čovek, Kina). Mikrolitska kultura (Severna Kina). Kosti mamuta korištene za gradnju kuća (Rusija). |
| 18 kYA        | je postojao u Liang Bua vapnenačkoj pećini na ostrvu Flores u Indoneziji. |
| 15 kYA        | Posljednje ledeno doba se završava. Nivo mora širom sveta raste, plavi mnoge obalne oblasti, i deli kopno od novih ostrva. Japan se deli od azijskog kopna. Sibir se odvaja od Aljaske. Tasmanija se odvaja od Australija. Stvaraju se Javanska ostrva. Saravak, Malezija i Indonezija se razdvajaju. Pećinske slike u Laskauksu i Altamiri su stvorene. Sedilačka društva lovaca-sakupljača se pretvaraju u Natufijsku kulturu Bliskog istoka - preteču kasnijih poljoprivrednih društava. |
| 14 kYA        | Izumiranje megafaune započinje (i traje do naših dana), prilikom čega je nestalo 100 vrsta krupnih sisara, verovatno zbog delovanja ljudi. |
| 11,5 kYA      | Izumiranje sabljozubog (Smilodona). |
| 11 kYA        | Ljudska populacija doseže 5 miliona. Izumiranje Homo floresiensisa. Izumiranje mamuta. Pripitomljeni psi (prve pripitomljene životinje) iz podvrste sivog vuka (Canis lupus pallipes). Svi današnji moderni psi (5 glavnih grupa, oko 400 pasmina) pripadaju jednoj podvrsti . |
| 10 kYA        | Ljudi u Plodnom polumesecu Bliskog istoka razvijaju poljoprivredu. Domestikacija bilja započinje s uzgojem neolitskih žitarica. Ovaj proces proizvodnje hrane, uz kasnije pripitomljavanje životinja je uzrokovao nagli porast ljudske populacije koji traje do danas. U Jerihonu (moderni Izrael) osnovano naselje s oko 19,000 stanovnika. |
| 10 kYA        | Sahara je zelena s rekama, jezerima, stokom, krokodilima i monsunima. Japanska Jomonska kultura lovaca-sakupljača stvara prvo svetsko grnčarstvo. Ljudi dosežu Ognjenu zemlju na dnu Južne Amerike, poslednju kontinentalnu oblast nastanjenu ljudima (osim Antarktika). |
| 8 kYA         | Obična (hlebna) pšenica nastaje u jugozapadnoj Aziji zahvaljujući hibridizaciji divlje pšenice sa sortom, . |
| 6,5 kYA       | Dve vrste pirinča su domesticirane: azijska i afrička . |
| 3 kYA         | Ljudi počinju koristiti gvozdeni alat. |
| AD 1          | Ljudska populacija doseže 150 miliona. |
| AD 1835       | Ljudska populacija doseže 1 milijardu. |
| AD 1961       | Prvi čovjek u svemiru. |
| AD 1969       | Ljudi hodaju po mesecu. |
| 2025\|AD 2025 | Ljudska populacija se približava broju od 6,5 milijardi. Holocensko masovno izumiranje se nastavlja s time da je stopa izumiranja dramatično narasla u posljednjih 50 godina. Većina biologa vjeruje da smo ovog trenutka na početku neverojatno ubrzanog antropogenog masovnog izumiranja. E.O. Vilson s Harvarda, u knjizi Budućnost života (2002), predviđa da će nastavak ljudskog uništavanja biosfere dovesti da polovina svih živih vrsta nestane u sledećih 100 godina. |

## Spoljašnje veze
- Berkli evolucija
- Hronologija evolucije